# The Field within a Line
The Field within a Line ist ein Musikalbum von Ken Vandermark. Die am 25. und 26. September 2020 in der Wohnung des Musikers in Chicago entstandenen Aufnahmen erschienen am 13. Dezember 2021 auf dem Label Corbett vs. Dempsey.

## Hintergrund
Mit seinem Auftritt beim ersten Online-Festival Sequesterfest im April 2020  gab Ken Vandermark den Anstoß zu den Black Cross Solo Sessions  des Labels Corbett vs. Dempsey. Bereits in den ersten Tagen des Lockdowns infolge der COVID-19-Pandemie in den Vereinigten Staaten hatte sich Vandermark der Schaffung eines neuen Werkbuchs für Solo-Rohrblattinstrumente gewidmet, das er an diesem Tag vorstellte.
Das resultierende Album war der Auftakt zur Black Cross Solo Series des Labels Corbett vs. Dempsey, die vom in Chicago geborenen Künstler Christopher Wool graphisch gestaltet wird. Mit den zwölf eher kurzen Stücken des Albums zolet Vandermark künstlerischen Helden aus der Musik Tribut (darunter Avantgarde-Ikone Anthony Braxton und dem Swing-Saxophonisten Coleman Hawkins in „No Other Suit“), aber häufiger aus den Bereichen bildende Kunst und Kino. So sickere beispielsweise eine schmerzerfüllte Figuration durch seine Ode an den Maler Francis Bacon („Counter Space“), notierte Joseph Woodard.

## Titelliste
- Ken Vandermark: The Field within a Line (Corbett vs. Dempsey CvsD CD0080)[3]

1. Feet on Main (for Robert Frank & Gordon Parks) [1:29]
2. Imagine the Paper (for Philip Guston & Dieter Roth) [5:12]
3. Arcade of Persuasive Language ([for] Samuel Beckett & Thomas Bernhard) [4:41]
4. Portable Nowhere (for Robert Irwin & Richard Serra) 6:10
5. Shared Testament (for Joe McPhee & Stu Vandermark) 1:01
6. End the Giraffe Lottery (for Chris Marker & Agnes Varda) 4:55
7. ,Counter Space (for Francis Bacon & Kerry James Marshall) 4:36
8. Every Waiting Room (for Chantal Akerman & Pina Bausch) 1:14
9. No Other Suit (for Anthony Braxton & Coleman Hawkins) 3:44
10. Another Household Word (for Robert Bresson & Abbas Kiarostami) 6:15
11. Capture Chaos (for Tarsila do Amaral & Hélio Oiticica) 0:41
12. Looking Back at Looking Forward (for Ola Trzaska and Marek Winiarski) 8:45

Die Kompositionen stammen von Ken Vandermark.

## Rezeption
The Field within a Line impliziere durch kleine und subtile Gesten größere Aussagen und Konzepte, schrieb Josef Woodard im Down Beat, der dem Album vier Sterne verlieh. Die zwölf Stücke hier vermittelten eine Breite, die über die mageren Mittel des Solokontexts hinausgehe. Eine trügerische Geschmeidigkeit durchziehe seine Bassklarinetten-Ode an die poetischen Regisseure Robert Bresson und Abbas Kiorastami („Another Household Word“). Mit „Shared Testament“ würde er ein bluesig angehauchtes Haiku dem Chicagoer Saxophonisten/Trompeter Joe McPhee und seinen eigenen Vater, den Jazz-Autor Stu Vandermark widmen.